# 清水雄輔
清水 雄輔（しみず ゆうすけ）は、長野県諏訪市出身の実業家。キッツ会長・北澤美術館理事長・北澤育英会理事長。

## 親族
- 義祖父・北澤國男：東洋バルヴ創業者、勲三等珠宝章。
- 義父・北澤利男：北澤バルブ創業者、勲三等珠宝章。
- 義従兄弟・中野雅晴：カーレーサー。